# ロテ島
ロテ島(インドネシア語: Pulau Rote)は、インドネシアの東ヌサ・トゥンガラ州にある小スンダ列島にある島の一つである。日本語ではロティ島(インドネシア語: Pulau Roti)とも呼ばれる。

## 地理

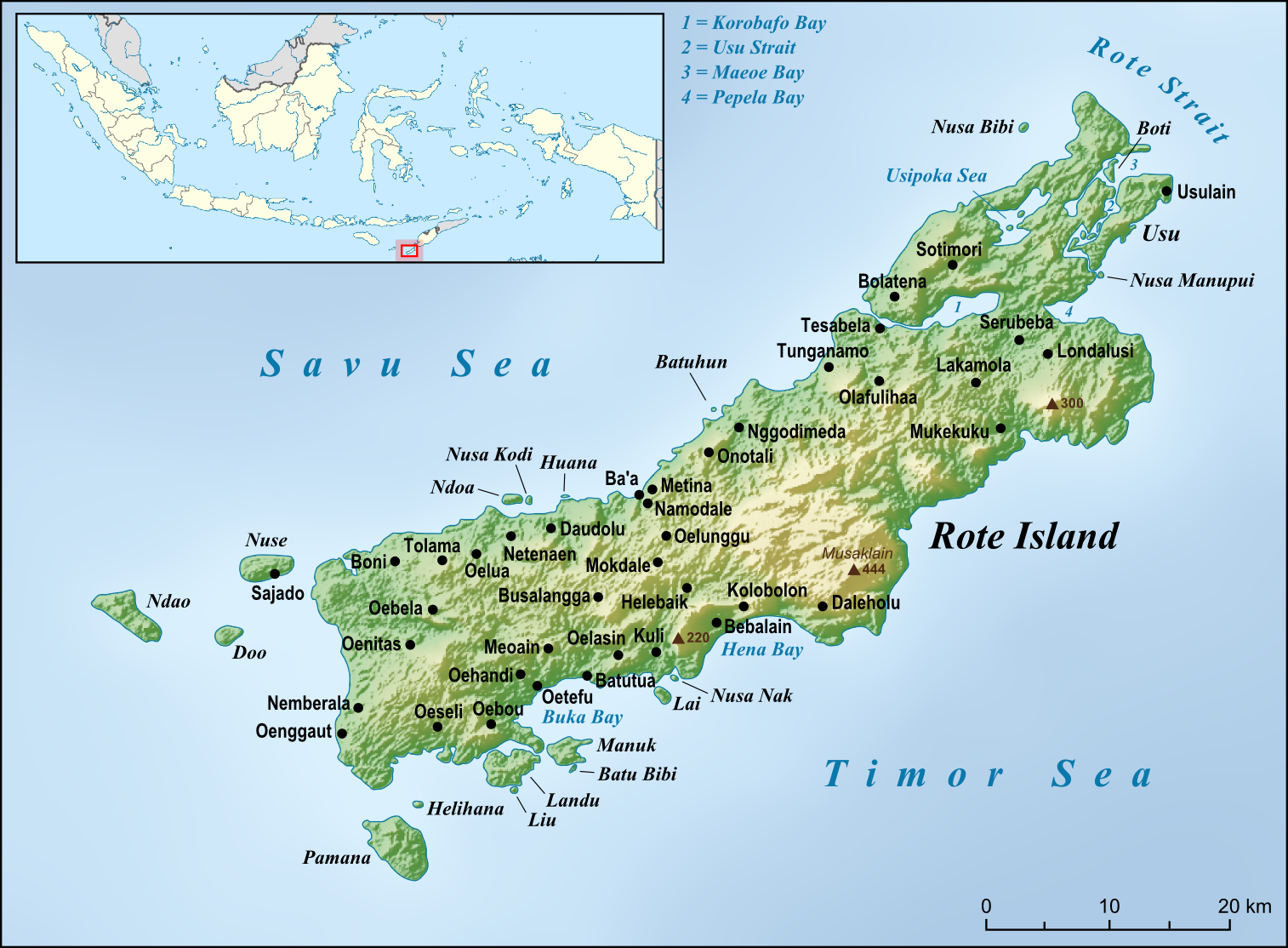
ロテ島の地図

ロテ島はオーストラリア大陸から北西に500 km、アシュモア・カルティエ諸島から北に170 kmの場所に位置している。また、この島はティモール島の南西に位置している。北はサヴ海、南はティモール海に挟まれている。西には、サヴ島とスンバ島がある。南には、インドネシアの島の中で最南端にある14 km2の面積をもつパマナ島と呼ばれる無人島がある。
ンダオ島などの近隣の小さい島々と、2020年の国勢調査で17万8805人の人口をもつロテ・ンダオ県のカブパテンを形成している。ロテ島の面積は約1,200 kmである。
主な都市は、島の北側に位置するバアである。島のネンベララ村の南には、良いサーフィンスポットがある。
ロテ島は丘陵、棚田、アカシアヤシ、サバンナ、森林で構成されている。

## 歴史
伝承によれば、島名の由来はポルトガル人の船乗りが漂着し、付近にいた農夫にここはどこかと尋ねたときに、ポルトガル語が話せなかった農夫が、驚いて自分の名前である"Rote"と間違って紹介したことであるとされている。
2017年7月31日に、インドネシア共和国ラジオの支局が島内に開設された。

## 交通
西ティモールの州都であるクパンからロテ島までは、地元民や物資、観光客用のフェリーが毎日運行されている。クパンからバアまでは2時間くらいかかる。
ウィングス・エアは、ロテ島のデイビット・コンスタンティジン・サウダール空港とクパンのエル・タリ国際空港間を毎日運行している。飛行時間は約30分である。

## 経済

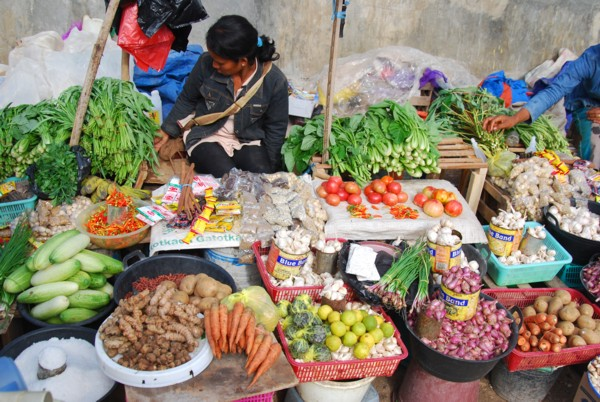
バアの市場

ロテ島の住人は、サヴ島の住人のように基本的な生存のためにオウギヤシに頼っているが、漁業と宝石製作なども行って生計を立てている。
主な雇用の形態が農業である。漁業も重要な産業であり、特に地図中にあるロンダーシー(Londalusi)の東に位置するパペラ村では、オーストラリアと漁業について争っている。

## 観光
ロテ島には古代の陶磁器や芸術、伝統など多くの歴史的遺蹟が残っている。著名なインドネシア人の内数人はロテ島で生まれている。島で人気の楽器であるササンドゥはヤシの葉から出来ている。
島の東部にあるランドゥ村には、無毒のクラゲがいる池があり、白い砂浜もある。
また、マコードナガクビガメはロテ島の固有種である。

## 関連文献
ジェームズ・J・フォックスの本 - Fox, James J (1977), Harvest of the palm : ecological change in eastern Indonesia, Harvard University Press, ISBN 978-0-674-38111-7